# Johannes Stradanus

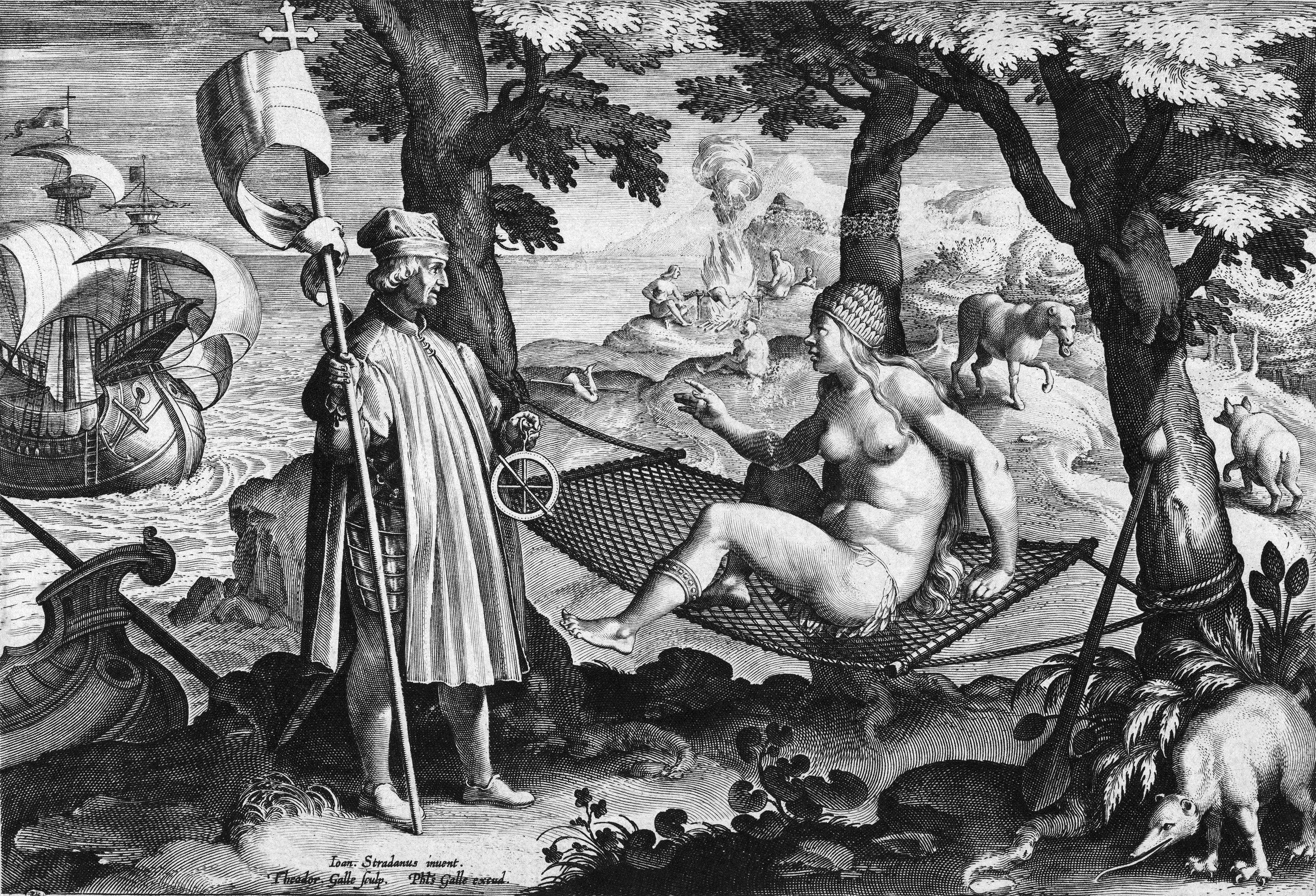
Uma alegoria da América, pintada por Stradanus por volta de 1575-1580, representando pictoricamente o primeiro encontro do Velho e do Novo Mundo.

Johannes Stradanus (em neerlandês:  Jan van der Straet; em italiano:  Giovanni Stradano) foi um artista do século XVI, adepto do maneirismo.

## Ligações externas

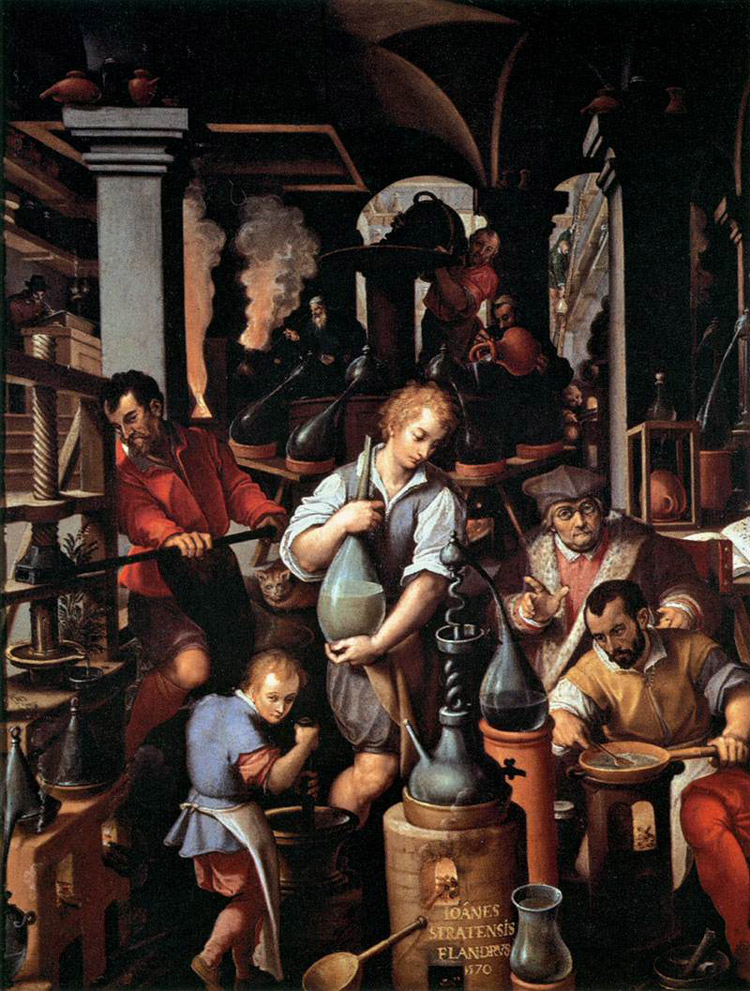
O Laboratório do Alquimista (1571).